# توماس ولش (مجدف)
توماس ولش (بالإنجليزية: Thomas Robert Welsh)‏ هو مجدف أمريكي، ولد في 6 مايو 1977 في فيلادلفيا في الولايات المتحدة.

## وصلات خارجية
- توماس ولش على موقع الاتحاد الدولي للتجديف (الإنجليزية)
- توماس ولش على موقع اللجنة الأولمبية الدولية (الإنجليزية)
- توماس ولش على موقع أوليمبيديا (الإنجليزية)